# Vygantas Viršilas
Vygantas Viršilas (ur. 3 marca 1988) – litewski wioślarz.

## Osiągnięcia
- Mistrzostwa Świata Juniorów – Amsterdam 2006 – ósemka – 10. miejsce[1].
- Mistrzostwa Europy – Poznań 2007 – czwórka bez sternika – 9. miejsce[1].
- Mistrzostwa Świata U-23 – Račice 2009 – czwórka bez sternika wagi lekkiej – 17. miejsce[1].
- Mistrzostwa Europy – Brześć 2009 – czwórka bez sternika wagi lekkiej – 11. miejsce[1].